# Parallelia mesonephele
Parallelia mesonephele är en fjärilsart som beskrevs av George Francis Hampson 1910. Parallelia mesonephele ingår i släktet Parallelia och familjen nattflyn. Inga underarter finns listade i Catalogue of Life.